# شهروند (مجله)

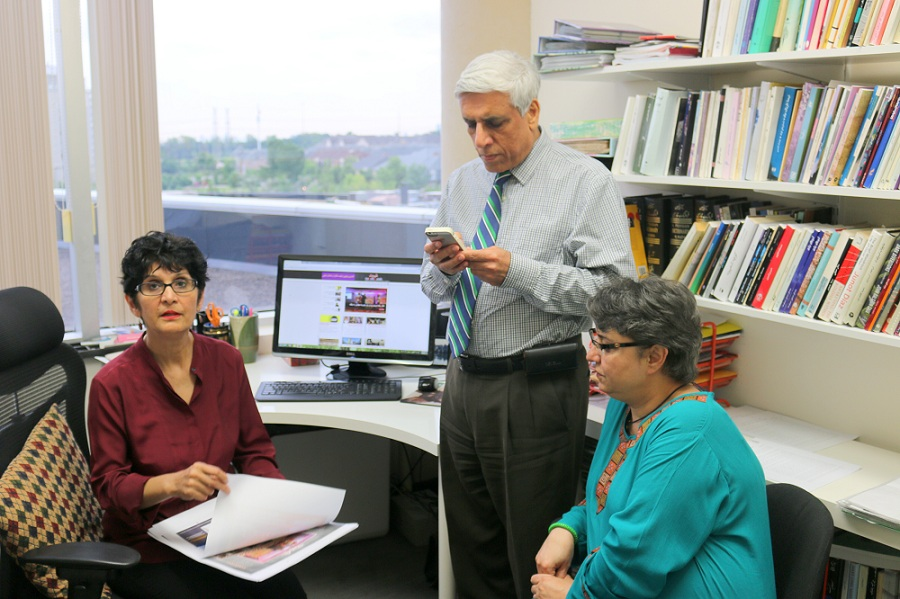
گروه تحریریه «شهروند»: نسرین الماسی (چپ)، حسن زرهی، فرح طاهری، در دفتر نشریه در تورنتو

هفته‌نامه شهروند یک نشریه پارسی‌زبان است که از ژوئیه ۱۹۹۱ در تورنتو (کانادا) به چاپ می‌رسد.
این هفته‌نامه در زمینه مسایل سیاسی، فرهنگی، اجتماعی و سرگرمی فعال است. پایه‌گذار و سردبیر شهروند حسن زرهی است.